# Ljungsnärja
Ljungsnärja (Cuscuta epithymum) är en växtart i familjen vindeväxter.